# Flaming Pie
Flaming Pie (укр. Палаючий пиріг) — студійний альбом британського музиканта Пола Маккартні, виданий у 1997 році. Перший альбом музиканта за останні 4 роки, він вийшов після завершення успішного проекту The Beatles Anthology. За його словами, «Антологія» нагадала йому про пісенні стандарти The Beatles, що задало настрій нової платівки. Окрім самого Маккартні продюсерами альбому стали Джордж Мартін і Джефф Лінн (з гурту Electric Light Orchestra). В записі також взяли участь Стів Міллер, Рінго Старр і син Маккартні, Джеймс. Особливістю платівки є прості аранжування, використання акустичних гітар як основних інструментів.

## Список композицій
Усі пісні написано Полом маккартні крім спеціально позначених. Композиції № 3, 5 і 9 написані Маккартні й Стівом Міллером.
1. «The Song We Were Singing» — 3:55
2. «The World Tonight» — 4:06
3. «If You Wanna» — 4:38
4. «Somedays» — 4:15
  - Оркестрування Джорджа Мартіна.
5. «Young Boy» — 3:54
6. «Calico Skies» — 2:32
7. «Flaming Pie» — 2:30
8. «Heaven on a Sunday» — 4:27
  - Соло-гітара — Джеймс Маккартні.
9. «Used to Be Bad» (Міллер/Маккартні) — 4:12
10. «Souvenir» — 3:41
11. «Little Willow» — 2:58
  - Присвячено Морін Старкі, колишній дружині Рінго Старра, що померла у 1994.
12. «Really Love You» (Маккартні, Старкі) — 5:18
13. «Beautiful Night» — 5:09
  - У записі взяли участь Рінго Старр (ударні, бек-вокал, перкусія) і Джордж Мартін (оркестрування)
14. «Great Day» — 2:09
  - Написана на початку 1970-х

## Позиції в хіт-парадах

### Альбом
| Країна          | Чарти           | Чарти | Чарти        | Продаж       |
|                 | Найвища позиція | Тижні | Сертифікація |              |
| --------------- | --------------- | ----- | ------------ | ------------ |
| Світ            |                 |       |              | 1.5 million+ |
| Греція          | 1               |       |              |              |
| США             | 2               | 20    | Золотий      | 676,000      |
| Велика Британія | 2               | 15    | Золотий      |              |
| Австрія         | 6               | 7     |              |              |
| Іспанія         | 9               |       |              |              |
| Швейцарія       | 10              | 8     |              |              |
| Швеція          | 11              | 12    |              |              |
| Японія          | 14              | 6     |              |              |
| Франція         | 23              | 7     |              |              |
| Фінляндія       | 28              | 2     |              |              |
| Норвегія        | 3               | 16    |              |              |

### Сингли
| Країна          | Сингл               | Позиція | Тижні |
| --------------- | ------------------- | ------- | ----- |
| Велика Британія | «Young Boy»         | 19      | 3     |
| Австрія         | «Young Boy»         | 30      | 4     |
| Швеція          | «Young Boy»         | 41      | 2     |
| Велика Британія | «The World Tonight» | 23      | 3     |
| США             | «The World Tonight» | 64      | 10    |
| Велика Британія | «Beautiful Night»   | 25      | 4     |